# Bismarck Tribune
Le Bismarck Tribune est un journal édité dans la ville de Bismarck, fondée en 1873 dans le tout nouveau Territoire du Dakota par la compagnie des chemins de fer Northern Pacific Railway, dans l'espoir d'attirer des immigrés allemands sur la « Frontière sauvage ». Premier journal créé dans la première ville du territoire, il est toujours dans les kiosques de nos jours.

## Histoire
Le premier numéro a été publié le 11 juillet 1873 par Clement A. Lounsberry, un colonel de l'armée américaine pendant la guerre de Sécession, qui a ensuite couvert la Conquête de l'Ouest comme journaliste à partir de 1868. Les suivants, les 16, 23 et 30 juillet 1873, ont été pilotés par son adjoint Mark Kellogg et rapportent peu d'argent.
D'abord hebdomadaire, le journal est devenu quotidien en 1881. En 1930, son tirage était de seulement 6 000 exemplaires contre 21 000 pour le quotidien de langue allemande Der Staats Anzeiger.
Le Bismarck Tribune a eu deux grands scoops dès ses premières années. Le premier fut la découverte d'or à proximité, grâce aux informations procurées par le colonel George A. Custer qui avait mené en 1874 une l'expédition dans les Black Hills, à l'origine de la ruée vers l'or dans les Black Hills. Le second fut la défaite cuisante de l'armée américaine lors de la bataille de Little Bighorn, l'une des plus graves défaites de son histoire. Les récits de Mark Kellogg, mort pendant la bataille, transmis les semaines précédentes, seront publiés dans le Bismarck Tribune du 6 juillet puis dans le New York Herald du 11 juillet, le journaliste travaillant pour ces deux publications ainsi que pour l'Associated Press.